# Simon Attila (történész)
Simon Attila (Rimaszombat, 1966. december 9. –) szlovákiai magyar történész, a Fórum Kisebbségkutató Intézet igazgatója.

## Élete
Általános iskolai tanulmányait Bátkán végezte, majd 1984-ben a rimaszombati gimnáziumban érettségizett. 1989-ben a pozsonyi Comenius Egyetem Bölcsészettudományi Karán szerzett magyar nyelv és irodalom–történelem szakos tanári oklevelet. Ezt követően a bátkai alapiskolában, majd a dunaszerdahelyi Vámbéry Ármin Gimnáziumban tanított. 
2001-től a somorjai Fórum Kisebbségkutató Intézet tudományos munkatársa, majd az intézet történeti szakosztályának igazgatója lett. 2005-ben a Pécsi Tudományegyetemen multidiszciplináris doktori iskolájában doktori fokozatot szerzett és a Selye János Egyetem Tanárképző Karán a Történelem Tanszék a tanszékvezetője lett. 2011-ben a Pécsi Tudományegyetemen habilitált. 2019-ben a Magyar Tudományos Akadémia külső tagjává választották.
Elsősorban a szlovákiai magyarok két világháború közötti történetével foglalkozik. Több tankönyv írásában is részt vett. Alapító elnöke a Történelemtanárok Társulásának, tagja az MTA Szlovákiai Magyar Akadémiai Tanácsának.
2014. november 1-től a Fórum Kisebbségkutató Intézet ügyvezető igazgatója. 2019-ben felkérték Zuzana Čaputová köztársasági elnököt segítő kisebbségi tanácsban való részvételre. 2019. május 7-én, a Magyar Tudományos Akadémia 191. közgyűlése az MTA külső tagjává választotta.

## Elismerései
- 2009 Posonium Irodalmi és Művészeti Díj – Elsőkötetes Szerzői Díj
- 2016 Arany János-díj[4]
- 2017 Bátka község díszpolgára
- 2018 Jedlik-díj[5]
- 2018 Katedra-díj[6][7]
- 2019 Turczel Lajos-díj[8]

## Művei
- 2004 A szlovákiai magyarok történetének válogatott bibliográfiája (1990–2002). Somorja-Dunaszerdahely
- 2005 A határon túli tudományos magyar könyvkiadás (szerk.)
- 2006 Az 1956-os magyar forradalom és Szlovákia – Maďarská revolúcia roku 1956 a Slovensko (társszerk. Edita Ivaničková)
- 2006 Integrációs stratégiák a magyar kisebbségek történetében (társszerk. Bárdi Nándor)
- 2008 Telepesek és telepesfalvak Dél-Szlovákiában a két világháború között. Somorja
- 2009-2010 A rendszerváltás és a csehszlovákiai magyarok 1989–1992. I−II. (társszerk. Popély Árpád)
- 2010 Visszacsatolás vagy megszállás. Szempontok az első bécsi döntés értelmezéséhez (szerk.)
- 2010 Egy rövid esztendő krónikája. A szlovákiai magyarok 1938-ban. Somorja
- 2011 Küzdelem a városért. Pozsony és a pozsonyi magyarok 1938–1939-ben. Pozsony
- Popély Árpád–Simon Attila–Szarka László: Felvidéki vagyok, vagy szlovákiai?; Fiatalok a Jövőért Polgári Társulás, Nové Zámky, 2012
- 2013 Az elfeledett aktivisták. Kormánypárti magyar politika az első Csehszlovák Köztársaságban. Somorja
- 2014 Magyar idők a Felvidéken 1938-1945
- Esterházy János és a szlovenszkói Magyar Párt. Iratok a szlovákiai magyarok történetéhez, 1938–1945; szerk. Simon Attila; Fórum Kisebbségkutató Intézet, Somorja, 2014 (Fontes historiae Hungarorum)
- 2016 Kis lépések nagy politikusa – Szent-Ivány József, a politikus és művelődésszervező (tsz. Tóth László)
- 2018 Csak álltunk és sírtunk – felvidéki magyarok a bécsi döntés után
- Csehszlovák iratok a magyar-szlovák államhatár kijelöléséhez, 1918–1920; szerk., bev. Simon Attila; MTA BTK TTI, Budapest, 2019 (Magyar történelmi emlékek. Okmánytárak)
- "Akaratunk ellenére...". Dokumentumok a csehszlovákiai magyarság történetéből, 1918–1992; szerk. Popély Árpád, Simon Attila; Fórum Kisebbségkutató Intézet, Somorja, 2020
- Az átmenet bizonytalansága. Az 1918/1919-es impériumváltás Pozsonytól Kassáig; Fórum Kisebbségkutató Intézet–BTK, Somorja–Budapest, 2021 (Nostra tempora)
- Nemzeti és ideológiai béklyóban. Reformátusok és a református egyház a második világháború utáni Csehszlovákiában; Selye János Egyetem, Komárom, 2023